# Muhammad Kamaruzzaman
Muhammad Kamaruzzaman (en bengali: মুহাম্মদ কামারুজ্জামান), né le 5 juillet 1952 à Sajbarkhila dans le district de Sherpur (Pakistan oriental) et mort le 11 avril 2015 à Dacca, est un journaliste, un homme politique et un criminel bangladais.

## Biographie
Fils d'un homme d'affaires, il étudie le journalisme à l'université de Dacca et obtient une maîtrise en 1976. Dans les années 1980, il travaille comme journaliste pour le Weekly Sonar Bangla, dont il devient ensuite rédacteur en chef. 

### Politique
En 1971, il se joint à l'Islami Chattra Sangha, un groupe islamique étudiant et devient le chef d'Al-Badr, une milice paramilitaire pro-pakistanaise pendant la guerre de libération du Bangladesh (1971). Il préside ensuite l'Islami Chhatra Shibir, l'aile étudiante du parti islamique Bangladesh Jamaat-e-Islami. 
Entre 1991 et 2008, il se présente à quatre reprises aux élections législatives pour le Jamaat-e-Islami, mais ne réussit pas à se faire élire.

### Procès
Kamaruzzaman est arrêté le 13 juillet 2010 et accusé de plusieurs crimes perpétrés pendant la guerre de libération de 1971 en tant que chef de Al-Badr, notamment génocide, meurtre, viol, pillage, incendie criminel et déportation de civils. Il nie toutes ces accusations.
Le 9 mai 2013, à l'issue de son procès devant l'International Crimes Tribunal, un tribunal bangladais chargé de juger les criminels de guerre de 1971, il est déclaré coupable et condamné à la peine de mort. Le gouvernement peut maintenant entamer la procédure d'exécution de Kamaruzzaman, car la Cour suprême a publié l'intégralité du jugement confirmant la peine de mort, a déclaré le procureur général Mahbubey Alam.
Il est exécuté par pendaison le 11 avril 2015 à la prison de Dacca.